# McKinzie-Inseln
Die McKinzie-Inseln sind eine Gruppe kleiner Inseln vor der Walgreen-Küste des westantarktischen Marie-Byrd-Lands. Sie liegen am nordöstlichen Ausläufer der Cranton Bay.
Der United States Geological Survey kartierte sie anhand eigener Vermessungen und Luftaufnahmen der United States Navy aus den Jahren zwischen 1960 und 1966. Das Advisory Committee on Antarctic Names benannte sie 1968 nach Richard H. McKinzie, Hospital Corpsman auf der Byrd-Station im Jahr 1967.